# وی‌ایکس کمان

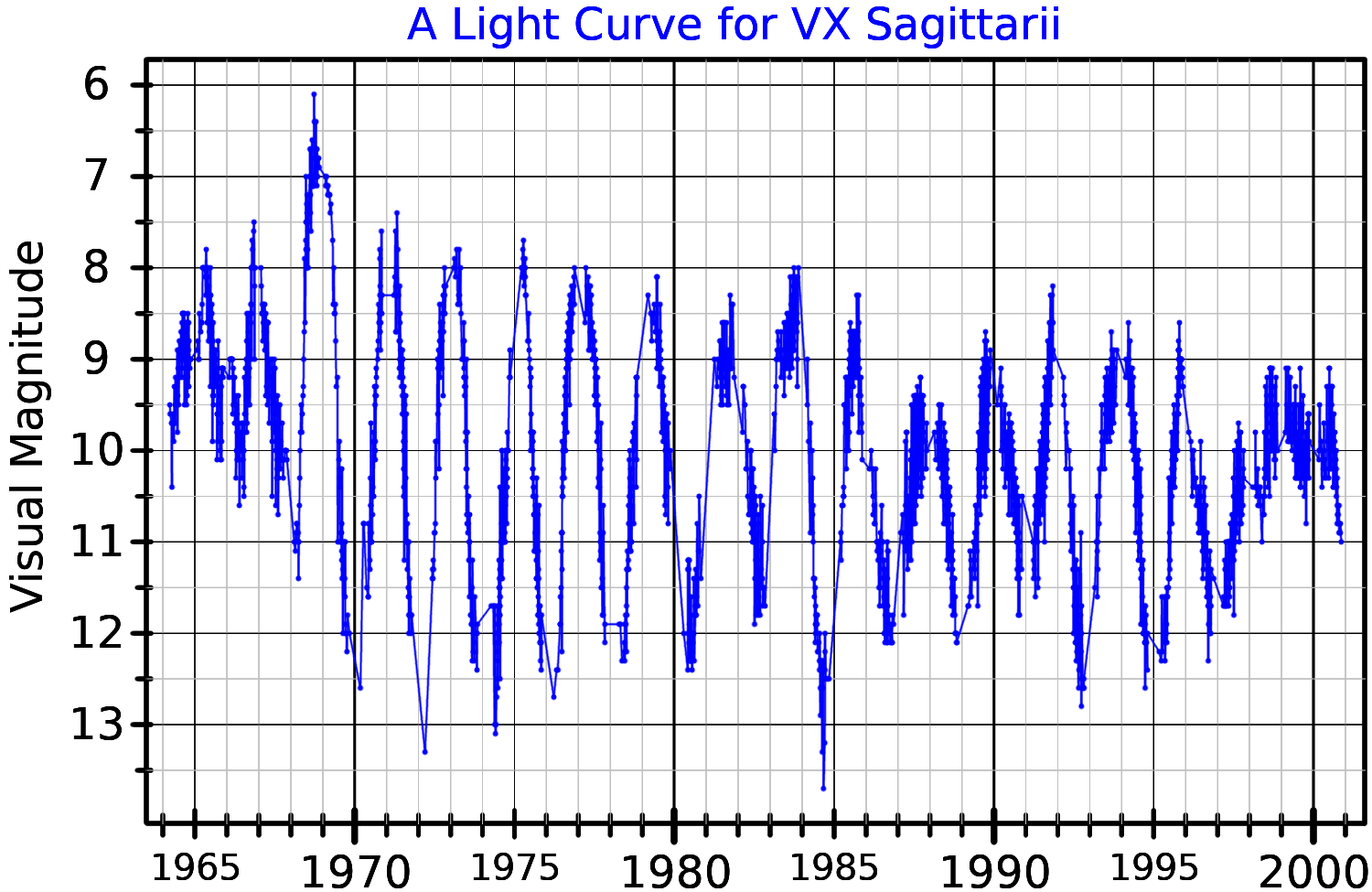
امواج تابشی وی‌ایکس کمان

وی‌ایکس کمان یک ستاره است که در صورت فلکی کمان قرار دارد.